# NGC 6562
NGC 6562 is een compact sterrenstelsel in het sterrenbeeld Draak. Het hemelobject werd op 8 juni 1885 ontdekt door de Amerikaanse astronoom Lewis A. Swift.

## Synoniemen
- MCG 9-29-51
- ZWG 279.1
- ZWG 278.46
- NPM1G +56.0262
- PGC 61376